# Сатук
Сату́к (рум. Sătuc) — село в Кагульському районі Молдови, відноситься до комуни Пеліней.
Село розташоване у верхів'ї річки Кагул.